# Alexander V. Balatsky
Alexander V. Balatsky (Pushkin, 19 de octubre de 1961) es un físico ruso nacionalizado estadounidense. Es profesor de física teórica en NORDITA y la Universidad de Connecticut. Se desempeñó como director fundador del Instituto de Ciencia de Materiales (IMS) en el Laboratorio Nacional de Los Álamos entre 2014 y 2017.

## Biografía
Nacido en Pushkin, Unión Soviética, obtuvo el título de maestría en ciencias por el Instituto de Física y Tecnología de Moscú en 1984 y de doctor en filosofía por el Instituto Landáu de Física Teórica en 1987. Se mudó a Estados Unidos en 1989 como becario postdoctoral en la Universidad de Illinois, después de lo cual fue nombrado profesor asistente de investigación en la Universidad de Illinois en Urbana-Champaign. Luego se mudó al Laboratorio Nacional de Los Alamos como miembro del equipo de Oppenheimer. Como científico jefe en funciones y líder teórico, participó activamente en la creación del Centro de Nanotecnologías Integradas (CINT) y en la construcción de un programa teórico activo en el CINT.
En 2011, fue nombrado profesor de física teórica de la materia condensada en Nordita en Estocolmo, Suecia. En 2014 regresó a Estados Unidos para convertirse en Director del nuevo Instituto de Materiales Funcionales de Los Álamos.

### Investigación
Es conocido por sus contribuciones a la teoría de la superconductividad de alta temperatura, y al mecanismo de emparejamiento superconductor conocido como teoría de la fluctuación del espín.
Según esta teoría, la función de onda de emparejamiento del cuprato HTS debería tener simetría ad x 2 -y 2 . Trabajó recientemente en propiedades mecánicas anómalas del He4 sólido como una explicación alternativa de la supersolidez observada en experimentos con osciladores de torsión, en la teoría de los fermiones pesados, y en las propiedades electrónicas y estructurales de estructuras híbridas de ADN y grafeno.
Junto a sus colaboradores predijeron la existencia de resonancias inducidas por impurezas en superconductores de onda D que pueden servir como marcadores de superconductividad no convencional, y estados inducidos por impurezas en superconductores convencionales y no convencionales.
También propuso la noción de Materiales Dirac como una clase unificadora de materiales que exhiben excitaciones similares a las de Dirac.

## Premios y honores
Fue elegido miembro de la Sociedad Estadounidense de Física en 2003, y miembro de Los Alamos en 2005. En noviembre de 2011, fue elegido miembro de la Asociación Estadounidense para el Avance de la Ciencia.